# Jan Brzeźny
Jan Brzeźny (ur. 11 czerwca 1951 w Olesznej) – polski kolarz szosowy, dwukrotny zwycięzca Tour de Pologne, olimpijczyk z Montrealu (1976), wielokrotny mistrz i reprezentant Polski.

## Kariera sportowa
Karierę rozpoczął w LZS Huragan Dzierżoniów, w latach 1972–1973 występował w Legii Warszawa (gdzie trenował go Andrzej Trochanowski), w latach 1974–1983 w Dolmelu Wrocław (gdzie jego trenerem był Mieczysław Żelaznowski).

### Mistrzostwa świata i Igrzyska Olimpijskie
Reprezentował Polskę na Igrzyskach Olimpijskich w 1976, zajmując 30 m. w szosowym wyścigu indywidualnym. Czterokrotnie startował w tej konkurencji na mistrzostwach świata (1974 – 37 m., 1977 – 28 m., 1978 – 65 m., 1981 – 36 m.)

### Mistrzostwa Polski
W swojej karierze zdobył 18 medali mistrzostw Polski seniorów, w tym 8 złotych (w 1976 i 1981 w wyścigu indywidualnym ze startu wspólnego, w 1976 w wyścigu górskim, w 1972, 1973, 1975 i 1976 w szosowym wyścigu drużynowym, w 1981 w jeździe parami (z Witoldem Mokiejewskim)), 4 srebrne (w 1978 w szosowym wyścigu indywidualnym, w 1977 w wyścigu górskim, w 1980 i 1981 w szosowym wyścigu drużynowym) i 6 brązowych (w 1980 w szosowym wyścigu indywidualnym, w 1978 w wyścigu górskim, w 1974, 1977 i 1978 w szosowym wyścigu drużynowym, w 1973 w jeździe parami (z Januszem Kowalskim)).

### Tour de Pologne
Dwukrotnie wygrywał Tour de Pologne. Pierwszy raz zwyciężył w 1978. Był wówczas liderem przez ostatnie cztery etapy, ponadto wygrał jeden z etapów i klasyfikację górską. Drugi raz triumfował w 1981, liderując na ostatnich trzech etapach.  W 1976 wygrał jeden z etapów oraz klasyfikację górską i na najaktywniejszego kolarza, a w klasyfikacji końcowej zajął 2. miejsce.

### Tour of Britain
Brzeźny zwyciężył w wieloetapowym Wyścigu Dookoła Wielkiej Brytanii (Tour of Britain) w 1978 r.

### Wyścig Pokoju
Czterokrotnie startował w Wyścigu Pokoju, zajmując miejsca: 14 (1974), 11 (1975, wygrał wówczas jeden etap i klasyfikację górską), 16 (1977), 10 (1980, wygrał wówczas jeden etap).

## Inne
Jest wujkiem Pauliny Brzeźnej-Bentkowskiej. W 2018 był kandydatem do sejmiku dolnośląskiego z listy Wolnych i Solidarnych.
W 2010 został odznaczony Srebrnym Krzyżem Zasługi.